# Alfred Kast
Alfred Kast (Ilmenau, 25 luglio 1856 – Nizza, 7 gennaio 1903) è stato un medico tedesco.

## Biografia
Studiò medicina presso le università di Heidelberg, Friburgo e Lipsia. Conseguì il dottorato nel 1879. Fu l'assistente di Wilhelm Heinrich Erb (1840-1921) a Heidelberg, di Julius Friedrich Cohnheim (1839-1884) a Lipsia e dal 1881 fu assistente di Christian Bäumler (1836-1933) a Friburgo. Sempre a Friburgo lavorò presso l'istituto chimico-fisiologico. Nel 1886 diventò professore associato e direttore presso l'ospedale di Eppendorf a Amburgo (1888). Nel 1892 fu nominato professore di medicina interna presso l'Università di Breslavia.
Kast fu determinante nell'introdurre il farmaco fenacetina nella medicina. Il suo nome è associato alla "sindrome di Kast", chiamata anche sindrome di Mafucci.

## Opere
Insieme al chirurgo Theodor Rumpel (1862-1923), fu co-autore di un atlante anatomico chiamato: Pathologisch-anatomische Tafeln nach frischen Präparaten mit erläuterndem anatomisch-klinischem Text.
Altre opere di Kast sono:
- Ueber die Wirkung des Acetphenetidins. Scritto con il chimico Oscar Hinsberg (1857-1939). Centralblatt für die medicinischen Wissenschaften, Berlino, 1887, 25: 145-148.
- Sulfonal, ein neues Schlafmittel. Berliner klinische Wochenschrift, 1888, 25: 309-314.[3]